# خوان ألفاريز (محامي)
خوان ألفاريز (بالإسبانية: Juan Álvarez)‏ هو قاضي ومؤرخ ومحامي أرجنتيني، ولد في 3 سبتمبر 1878 في جيوليجياشو في الأرجنتين، وتوفي في 8 أبريل 1954 في روساريو في الأرجنتين.